# Arba
Přírodní rezervace Arba je louka v nivě řeky Kamenice na okraji obce Srbská Kamenice v okrese Děčín v Ústeckém kraji. Území spadá pod správu Národního parku České Švýcarsko. Předmětem ochrany jsou zde původní společenstva rostlin i živočichů, která jsou vázána na vlhké louky a prameniště. Rostou zde vlhkomilné druhy jako vachta trojlistá (Menyanthes trifoliata), sítina ostrokvětá (Juncus acutiflorus), rákos obecný (Phragmites australis), kozlík dvoudomý (Valeriana dioica), ostřice měchýřkatá (Carex vesicaria) a ostřice zobánkatá (Carex rostrata). Na sušších místech roste prstnatec májový (Dactylorhiza majalis) a bledule jarní (Leucojum vernum). Chráněné jsou i živočišné druhy např. žížaly, více než 15 druhů vážek, kobylka mokřadní (Conocephalus dorsalis), užovka obojková (Natrix natrix), skokan ostronosý (Rana arvalis) nebo skokan skřehotavý (Pelophylax ridibundus).

## Geologie

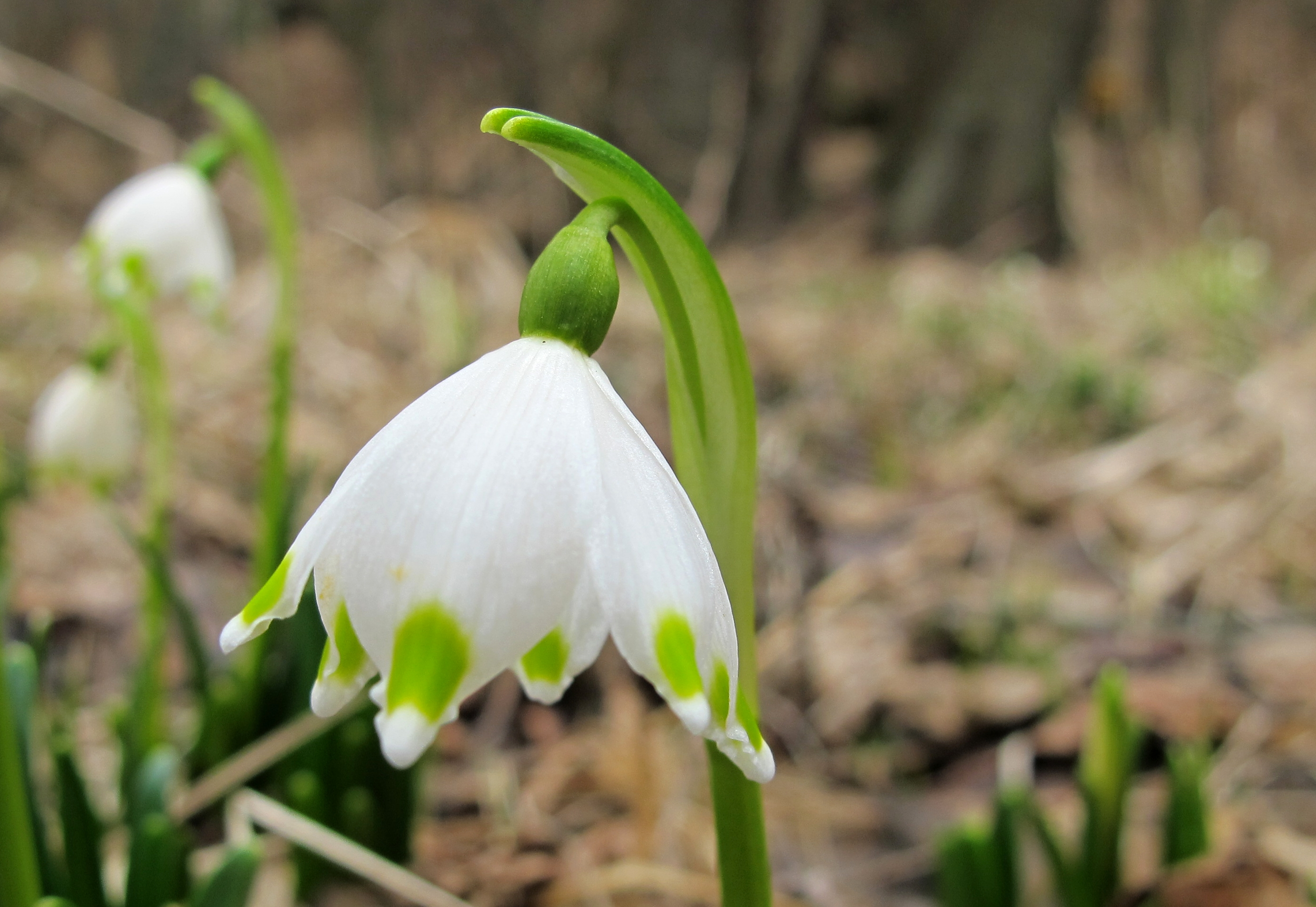
Bledule jarní v podmáčených okrajích lesa

Geologické podloží oblasti je tvořeno pískovci, které jsou druhohorního stáří a byly uloženy v sedimentační oblasti, která je dnes nazývána česká křídová pánev. Pískovce jsou v oblasti nivy překryty mladšími hlinitopísčitými sedimenty, které vznikly erozně-akumulační činností řeky. Na tomto území vyvěrají podzemní vody.

## Přístup, turistické trasy
Kolem přírodní rezervace Arba vede žlutá turistická značka (od obce Janská, přes Srbskou Kamenici a pokračuje směrem na Růžovský vrch). Nad loukou se vypíná skála s vyhlídkou, z níž je celá rezervace i Srbská Kamenice vidět z ptačí perspektivy.